# Universo di Fable
L'universo di Fable è l'insieme dei luoghi immaginari dove sono ambientati i videogiochi di Fable, Fable 2 e Fable 3.

## Geografia

### Albion
Con il termine Albion, si intende il pianeta stesso, mentre il continente di Albion è nello specifico la grande terra a nord.
Il pianeta mantiene una monarchia assoluta, di cui la capitale è la città di Bowerstone.
Bowerstone
È la capitale di Albion, e, in passato, era posta a poca distanza dalla sede della Gilda degli Eroi. La capitale è divisa in otto zone, in cui si trovano Millfields, nella zona più esterna, e la Periferia nelle vicinanze, dove si incontrano le prime mura. All'interno di esse si trovano il mercato, il quartiere antico, il cimitero (visitabile solo in Fable 2) e la zona industriale (visitabile solo in Fable 3). Oltre questi tre quartieri si trova Castel Fairfax (in Fable 3 sede del palazzo reale). Sotto l'intera città si districano un'immensa rete di caverne in cui sboccano le fogne della città. In uno dei DLC di Fable 3 viene rivelato che parte di queste caverne venne rilevata da Montague Humes, il quale vi costruì un'enorme città sotterranea chiamata Understone per difendere gli abitanti della minaccia della Malatorre.
Gilda degli Eroi / Lago Bower / Millfields
Luogo centrale degli eventi del primo Fable, la Gilda degli eroi (Hero's Guild) era il posto in cui venivano addestrati tutti i futuri eroi di Albion. Qui i giovani più promettenti vengono addestrati in tutte le discipline. Nella grande struttura sono presenti i dormitori, un negozio, i campi di addestramento, la mensa, un bosco e una porta del demonio. Non c'è sicurezza sulla data della sua creazione, si sa solo che anticamente era atta all'addestramento di soli eroi "positivi". Questo cambiò pochi anni addietro quando il maestro della gilda, al tempo chiamato Tessitore, rivoluzionò il sistema di indirizzamento della gilda garantendo a ogni studente di scegliere autonomamente se schierarsi con il bene o con il male. Nella gilda erano nascoste anche due delle armi più potenti di Albion: il martello di Murren, nel forziere d'argento, e la lacrima di Avo, arma benefica visibile solo ai puri di cuore.
Dopo la scomparsa dell'eroe di Oakvale, nella gilda verranno addestrati eroi sempre più arroganti, cosa che spingerà i contadini a ribellarsi ed a distruggere la gilda circa 200 anni dopo gli eventi di Fable. Con il passare del tempo, lo spazio occupato dalla Gilda venne invaso dalle acque, e quello che ne era rimasto sprofondò nel terreno; da allora quel luogo divenne noto come Lago Bower (Bower Lake). Della gilda, solo la sala del destino rimarrà intatta.
In Fable 3, con l'arrivo dell'industria ad Albion, il lago verrà inglobato nella città di Bowerstone, diventando un suo "satellite", una zona periferica in cui verranno costruite delle ville di lusso affacciate sul lago. La regione è ora conosciuta come Millfields, e starà al giocatore proteggere il lago oppure prosciugarlo per usarne le miniere sotterranee, anche se è impossibile accedere alla caverna della gilda se prosciugato.
Greatwood
Luogo visitabile nel primo Fable. È una foresta caratterizzata da un clima caldo secco, che si trova a sud della città di Bowerstone, e separa Millfields dalla Palude Fantasma. Prima che inizi la palude, Greatwood finisce in una serie di grotte, abitate da Hobbe. Qui vi vivono diverse vespe assassine, troll e banditi. In essa si trovano Fisher Creek, un luogo di pesca, il frutteto e il cottage rosa. Si tratta di un luogo separato da Brightwood, pur avendo entrambi caratteristiche simili.
Rookridge
È una regione rocciosa a nord della città di Bowerstone, caratterizzata da sentieri tortuosi che si snodano sulle scogliere, e di grotte dove vivono gli Hobbe. Nonostante sia visitabile anche nel primo capitolo, viene nominata solo in Fable II. Durante gli eventi del primo Fable era sede del Cimitero di Lychfield (Lychfield Graveyard), un antico luogo di sepoltura infestato da non-morti, e della Prigione di Bargate, una malfamata e oscura prigione isolata dal resto di Albion.
In Fable 2, ambientato 600 anni dopo, entrambe le strutture sono state demolite. Il vecchio cimitero, in particolare, venne bonificato per far spazio ad Oakfield, un piccolo villaggio in cui abitano agricoltori e monaci del Tempio della Luce, di cui è la sede. Qui vi è anche una porta del demonio che conduce alla Fattoria della Serenità, il luogo in cui si dice l'eroe di Oakvale abbia passato gli ultimi giorni della sua vita.
Darkwood/Palude fantasma
Un'oscura palude in cui si annidano orrori di ogni forma e genere, maledetta da uno strano sortilegio che sembra espandersi ove non ci sia vita, come nella villa Grey. Durante gli eventi di Fable, era nota come Darkwood, habitat di molte creature maligne tra cui Hobbes oscuri, ninfe e balverini. Al suo centro vi era la temibile cappella di Skorm, dove i signori del male davano in sacrificio le loro persone più care in cambio dei favori della malvagia divinità. Gli unici luoghi di pace in miglia di fango e mostruosità erano il bordello di Darkwood, dove anche qui l'incantesimo anti-magia di Bowerstone fa la sua comparsa, e l'accampamento di Darkwood, in cui sostavano i mercanti durante l'attraversata della foresta e la porta cullis.
Darkwood separava Greatwood da Oakvale.
Durante gli eventi di Fable II è nota come la Palude Fantasma (Wraithmarsh), in cui si deve obbligatoriamente transitare se si vuole raggiungere Bloodstone via terra. Essa comprende le zone dove risiedevano al tempo il villaggio di Oakvale (di cui sono visibili le rovine), la foresta di Darkwood e i Campi dei Tumuli.
Oakvale
Oakvale era una piccola e serena città provinciale a Sud di Albion, affacciata sul mare ed immersa nel cuore di una foresta, da cui proviene il protagonista del primo episodio. 
Era una fattoria ai tempi del vecchio reame, che poi si espanse a un piccolo villaggio.
Era stata rasa al suolo dai banditi di Jack Di Spade e, dopo la sua ricostruzione, si era munita di un'armata cittadina per difendersi.
Dopo 300 anni, la piccola cittadina si stava espandendo in una vera città e fiorendo grazie al commercio con Bowerstone, ma, in seguito a un patto con la Corte d'ombra effettuato da Reaver, Oakvale venne distrutta nuovamente e fu avvolta dalla foresta di Darkwood insieme ai Campi dei Tumuli, diventando parte integrante della palude.
Le uniche cose rimaste sono alcune rovine delle vecchie case e il ponte, posto all'entrata del villaggio e simbolo della città.
Nel DLC "See the Future" è possibile vedere nella sfera di neve, la città di Oakvale come appariva poco prima di essere distrutta.
Campi dei Tumuli
Un avamposto per mercanti subito dopo Darkwood, popolata un tempo da viaggiatori e mercanti ambulanti, marcata da ampi campi e fattorie, è la zona poco prima di Oakvale, presentava una porta Cullis (appare anche in Fable II) e l'entrata per la vecchia villa della famiglia Grey, ora parte di Darkwood.
200 anni dopo, si stava espandendo in un piccolo villaggio e unirsi con Oakvale, quando venne distrutta.
I Campi dei Tumuli così vennero inglobati da Darkwood insieme a Oakvale, diventando poi la "Palude Fantasma".
La zona in cui arriva l'Eroe di Bowerstone la prima volta nella Palude Fantasma, era dove c'era un tempo il Campo dei Tumuli, con alcune rovine di fattorie e un vecchio cartello in rovina con scritto "Oakvale".
Accampamento di Doppialama / Bloodstone
In Fable, poco distante da Oakvale, vi era un luogo noto come l'Accampamento dei Banditi di Doppialama (Twinblade's Camp), quartier generale dei peggiori ladri, truffatori e assassini di tutta Albion. A loro capo c'era Doppialama, il signore dei banditi, ex-eroe caduto.
Dopo 300 anni, poco prima degli eventi di Fable II, si trasformerà in Bloodstone, una città ugualmente malfamata comandata da Reaver, circondata da tre lati dalla Palude Fantasma (ovvero rispettivamente i Campi dei Tumuli e Oakvale).
Witchwood
È un'isola introdotta nel primo Fable, coperta da bosco immenso e misterioso popolato da orde intere di feroci balverini. Il cielo sereno è un evento raro qui, dove le piogge hanno reso il posto piuttosto umido e ventoso. In un luogo dal passato di coraggio e di valore, si erge il Tempio di Avo, dove i giusti donano il proprio oro per il sostentamento dei poveri, in cambio della benevolenza del dio. Witchwood era famosa per l'Arena, un edificio che si ergeva al centro della foresta. Qui hanno combattuto i più grandi guerrieri della Gilda degli eroi, come Scarlatta e Tuono, e solo pochi sono riusciti a vincere tutti gli incontri senza uscire dall'arena. È qui che l'eroe di Oakvale incontra per la prima volta Jack di Spade.
Immersa nelle oscure foreste di Witchwood si apre la radura di Knothole, sede dell'omonimo villaggio. È povero e malconcio, a causa del quasi completo isolamento da parte degli altri paesi e per via dei continui assalti da parte dei balverini, che l'hanno costretta a dotarsi di un esercito forte e organizzato che riesce a difendere efficacemente la propria città e i suoi cittadini. Qui si possono trovare i migliori fabbri di Albion. Dopo la scomparsa dell'eroe di Oakvale, gli abitanti, non potendone sopportare le continue incursioni e il clima umido, lasciarono l'isola.
Costa di Hook
Introdotta nel primo Fable. La costa di Hook (Hook Coast) è una piccola isola al largo di Albion, circondata dai mari più gelidi che si conoscano. Qui è presente una piccola città portuale che vive di pesca, dove l'umidità persevera costantemente, gelando le ossa dei poveri cittadini. È raggiungibile solo attraverso la Porta Cullis immersa nel cuore di Darkwood.
Distese Settentrionali
Visitabili nel primo Fable. Le distese settentrionali (Northern Wastes) sono un'isola a nord del continente di Albion, su cui cade costantemente la neve e in cui scorrazzano gruppi di temibili non morti congelati, balverini delle nevi e troll dei ghiacci.
Queste coste ospitano la Necropoli, una grande città in rovina abitata dai fantasmi dei vecchi cittadini, ignari della loro dipartita; fu distrutta da delle forze maligne che la ricevettero da un abitante della città in cambio di ricchezze spropositate. Inoltre è presente il Cancello di Bronzo, un luogo leggendario da cui, secondo la leggenda, verrà sprigionata la più antica e potente di tutte le malvagità, che metterà per sempre fine a tutto il mondo.
Al di la delle lontane coste settentrionali, si erge il villaggio di Snowspire, una ridente cittadina di montagna costantemente ricoperta da soffice neve bianca. Pulita e ben ordinata, ospita la casa della beneficenza, dove uomini caritatevoli vengono a donare le proprie cose ai bisognosi. Questa città ospita l'Oracolo di Snowpspire (Snowspire Oracle), un grande monumento creato dal terzo Archon per prevedere il futuro. Snowspire è l'unica città che sopravvisse alla caduta del Vecchio Reame.
Southcliff
È un luogo visitato in A Hero's Tale. Si tratta di una città a sud di Westcliff, precedentemente governata dal duca di Southcliff. L'eroe di Southcliff proviene da qui e riesce a liberare la città dalla tirannia del duca, rivelatosi un balverino bianco.
Brightwood
È una regione introdotta in Fable II. Si tratta di una foresta temperata ad ovest di Millfields, al confine con Silverpines e che separa il lago Bower dalla strada costiera che giunge a Westcliff. In essa furono costruite diverse strutture, tra cui la torre di Brightwood (Brightwood Tower), un tempo abitata da Garth, e la fattoria di Giles (Giles Farm), un luogo che cambia a seconda delle scelte dell'eroe. Pur essendo piuttosto simili, è una regione separata da Greatwood
Westcliff
Introdotta in Fable II. Si tratta di una regione costiera sede di un insediamento pieno di delinquenti e prostitute, che, con l'intervento di Barnum, dopo il viaggio dell'eroe di Bowerstone nella Malatorre potrà diventare un ridente e vivace villaggio. Esso è famoso per l'Ordalia (Crucible), la nuova arena di combattimento di Albion, creata quando l'arena di Witchwood cadde in rovina durante la rivolta contro gli eroi.
Knothole Island
È un'isola introdotta nell'omonimo DLC in Fable II. Si tratta di un'isola a sud di Albion, in cui gli abitanti della Radura di Knothole si stabilirono dopo aver abbandonato Witchwood a causa del tempo umido e dei continui attacchi dei balverini. In quest'isola vi sono tre templi in cui sono custoditi dei totem che permettono di controllare il clima.
Valle di Mistpeak
È una regione introdotta in Fable III. Si trova nel bel mezzo della catena montuosa che si estende nella parte orientale di Albion, caratterizzata da un clima freddo e gelido. In questa regione si possono trovare vari insediamenti, tra cui il campo degli Stanziali (Dweller Camp), un gruppo di nomadi governati da un uomo di nome Sabine, e l'accampamento dei mercenari (Mercenary Camp), sede di mercenari e rinnegati comandati da un ex-soldato di nome Saker. Sta al giocatore far rifiorire la regione dichiarandola proprietà degli Stanziali o quasi raderla al suolo abbattendone gli alberi.
In questa regione sorge Brightwall, un piccolo villaggio nel bel mezzo delle montagne circondato dalle foreste; l'unico modo per arrivarci è passare attraverso la valle tra i monti. In cima alla collina si erge l'accademia di Brightwall, fondata dall'eroe di Bowerstone.
Mourningwood
Introdotta in Fable III. È una regione paludosa ad est di Millfields in cui confluiscono le fogne di Bowerstone, e che sembra essere la nuova sede del suo cimitero. Qui si trovano diverse costruzioni, tra cui il Forte di Mourningwood (Mourningwood Fort), un avamposto dove i soldati del re Logan combattono contro le legioni dei piagati, e Villa Tramonto (Sunset House), una casa fantasma che appare solo di notte, ma che può essere fatta apparire anche di giorno risolvendo l'enigma delle statue fantasma sotto al gazebo.
Silverpines
Introdotta in Fable III, è una regione ad ovest di Millfields, al confine con Brightwood, dall'habitat caratterizzato da una foresta alpina. Essa è sede di un villaggio perennemente assediato dai balverini.
Driftwood
È una regione introdotta in Fable III. Si tratta di un arcipelago di isole sulla costa sud di Bowerstone. L'unico modo per accedervi è da un ponte distrutto a Millfields. L'eroe di Brightwall potrà riparare il ponte e a trasformare Driftwood in un piccolo villaggio, abitato dagli zingari che Reaver ha scacciato dal lago Bower.
Fortezza di Ravenscar
Luogo introdotto nel DLC di Fable III La Fortezza del Traditore. Centinaia di anni dopo la distruzione della prigione di Bargate, su un'isola nel sud di Albion fu costruita una nuova prigione, la fortezza di Ravenscar (Ravenscar Keep), conosciuta per essere la prigione più sicura Albion. Oltre ad ospitare i criminali più pericolosi di Albion, essa fu utilizzata da Logan per imprigionare i suoi oppositori durante il suo regno. Tra i prigionieri importanti troviamo il professor Faraday, la strega e alchimista Mary Goodwin, e il generale Turner.

### Aurora
Continente che fa la sua prima apparizione in Fable III. Aurora è un grande continente che si trova oltre il grande mare a sud di Albion, ma per lo più è una terra arida e desertica, che risente del calore bruciante del sole. Nel bel mezzo del deserto si trovano diversi resti di statue e templi, probabilmente risalenti all'epoca del Vecchio Reame; è proprio in uno di questi templi che fu rinchiuso lo Strisciante.
L'unico insediamento del continente auroriano, di cui Kalin ha ereditato il comando da suo padre è la città di Aurora. È caratterizzata da piccole case a cupola o vagamente simili ad una "scarpa", e da un enorme tempio, in cui sono conservate le tinture sacre. Durante il regno di terrore dello Strisciante, viene chiamata anche "la città degli incubi". Starà all'eroe di Brightwall, salito al trono di Albion, decidere il suo destino: o farla rifiorire (se buono) o trasformarla in una cava (se malvagio).

### Edgelands
Apparse in Fable: The Journey, le Edgelands sono delle regioni autonome oltre il nord di Albion, ben al di sopra di Rookridge. Il suo habitat consiste principalmente in una vasta foresta punteggiata da una serie di piccoli insediamenti stanziali e da vecchie rovine. Il fiume Ironwash segna il confine meridionale della regione con la frontiera nord di Albion. La via di Albion (Albion Way), una grande strada che collega Albion alle regioni settentrionali, passa lungo il lato occidentale di questa regione.

## Storia

### Antefatto

#### Primo capitolo - Il Regno della Corte
Le prime narrazioni di Albion sono pura leggenda, che riferiscono che esso fosse un luogo splendido e tranquillo. Poi, da un piano dimensionale conosciuto come "Il Vuoto", giunsero tre esseri: il Cavaliere, il Jack e la Regina di Spade. Essi erano conosciuti come "La Corte". Essi ambirono ad Albion e pretesero che tutti gli uomini si piegassero al loro volere. Quando la gente di Albion rifiutò, la Corte diede Albion alle fiamme, finché la terra fu nera e il cielo oscurato dal fumo. Essi chiesero obbedienza una seconda volta, solamente per essere rifiutati nuovamente; come punizione, la Corte sollevò l'oceano fino al cielo, e inondò la terra. Per una terza volta la Corte domandò che gli uomini li adorassero come dei, ma la poca gente rimasta resistette con forza alla Corte, e rifiutò per la terza volta. Allora la Corte piegò le loro menti, finché i fratelli uccisero i fratelli, i genitori abbandonarono i bambini e gli amici uccisero gli amici. Alla fine il popolo di Albion riconobbe e si inginocchiò alla Corte. Così iniziò il Regno della Corte, in cui le poche persone che erano sopravvissute (e i loro discendenti) lavorarono per molti anni, innalzando strutture e monumenti per glorificare coloro che erano arrivati dal Vuoto.

#### Secondo capitolo - William Black
Nei giorni in cui la gente soffrì sotto la crudeltà della Corte, un umile fabbro e sua moglie ebbero un figlio. Lo chiamarono William Black, ed egli un giorno sarebbe diventato la chiave per la salvezza di Albion. Si sa poco sulla gioventù di William, ma, quando diventò un uomo, stupì molti con i suoi poteri magici, grazie ai quali fu capace di proteggere il suo villaggio ed eseguire imprese che una dozzina di altri uomini non potevano eguagliare. Queste azioni furono celebrate come i Poteri della Volontà.
William col tempo crebbe ossessionato dal rovesciamento della Corte e la fine del loro dominio tirannico. Una notte mentre stava consultando un antico e misterioso tomo, egli fu improvvisamente trasportato nel Vuoto. Qui incontrò Jack, seduto su un trono e circondato da creature orribili. Egli tentò di asservire William con il potere di una spada, la Spada degli Eoni, ma William combatté, rubando la spada e fuggendo in salvo da quegli inferi. Con la Spada degli Eoni in suo possesso, William era pronto ad affrontare la Corte.
Il primo a cadere fu il Cavaliere di Spade, sconfitto da William sul monte Ruon, la vetta più alta di Albion. Jack fu il successivo. Essi si colpirono ferocemente a vicenda, finché William distrusse il corpo di Jack; tuttavia, la sua anima sopravvisse fuggendo in una maschera cerimoniale, per combattere un altro giorno. La Regina fu l'ultima ad apparire. Per settimane la loro battaglia infuriò su Albion, sconvolgendone la geografia. Alla fine William uccise la Regina, liberando il popolo di Albion dal suo giogo. Essi acclamarono William, che prese il titolo di Archon, come loro re.

#### Terzo capitolo - Il Vecchio Reame
Con la Corte sconfitta, l'Archon unificò Albion in un grande regno. Attraverso un millennio di pace, Albion regnò come il più grande centro di commercio e filosofia che il mondo avesse mai conosciuto. Questa fu l'età dell'oro.
Senza nessun nemico da sconfiggere, i figli dell'Archon, che furono chiamati Eroi, crebbero meschini e crudeli. Usavano i loro poteri della Volontà, ereditati dal padre, per terrorizzare la gente di Albion. Anche il potere dell'Archon sembrava cedere: il suo tempo nel Vuoto e la battaglia con la Regina avevano infettato il suo corpo e la sua mente con una deprimente malattia. Di fronte a questa decadenza, William ritornò nel Vuoto e purgò la maggior parte del male dal suo corpo. Questa malattia, formata nel buio e nella corruzione, diventò senziente e divenne il nuovo nemico di Albion.
Comprendendo che il suo tempo era scaduto, l'Archon avvolse il suo corpo in una maglia dorata e in un mantello blu prima di svanire apparentemente da quella terra. Così iniziò la corruzione del Regno.
Andatosene l'Archon, Albion cadde nell'anarchia. Tre dei quattro popoli perirono nelle guerre, o per malattie e fame. Nel frattempo, i vari discendenti dell'Archon rivaleggiavano per il potere e il regno. Ogni Archon di passaggio, per paura di un colpo di Stato, portava una nuova tirannia ad Albion. Fu costruito un gigantesco muro intorno alla città, per tenere dentro i cittadini e fuori gli indesiderati.
Le guardie personali dell'Archon, che erano racchiuse nell'armatura dalla nascita, rafforzarono i loro severi decreti: a nessun cittadino era permesso uscire dopo il tramonto, ogni cittadino doveva presentarsi quando veniva suonata la campana di allarme e chiunque si opponesse al dominio dell'Archon veniva ucciso insieme a tutta la famiglia.
All'apice del Regno, quando esso raggiunse la massima estensione, l'ultimo Archon ordinò la costruzione della Malatorre, una gigantesca torre usata per concentrare tutto il potere della Volontà del mondo, per concedere all'utilizzatore un singolo desiderio. Subito dopo il completamento della Malatorre, si aprì un portale verso il Vuoto, da cui ne emerse una creatura, lo Strisciante. I più grandi eroi del Vecchio Reame, Blaze, Stone e Sol utilizzarono la Malatorre per sconfiggere la creatura e la corruzione da essa generata. Il cielo si caricò di una luce brillante, e tutta Albion fu scossa. Il mattino seguente la torre era sparita, il Vecchio Reame era in rovina, e tutti gli abitanti erano scomparsi, eccetto quelli che vivevano al di là delle mura.

#### Quarto capitolo - La Gilda degli Eroi
Dopo la caduta del Vecchio Reame, i pochi uomini che sopravvissero caddero nell'isolamento e Albion precipitò in uno stato di anarchia. Iniziarono le Guerre Incolte, un periodo di oscurità e sangue, che avrebbe portato Albion molto vicino all'estinzione.
Col tempo la foresta crebbe sopra le rovine, come se la ricca eredità dell'antica Albion non fosse mai esistita, la popolazione diminuì, e i sopravvissuti si svegliavano ogni giorno in un mondo più oscuro. Poi da oriente, la speranza arrivò nella forma più inaspettata: un bandito e mercenario di nome Nostro.
Seguendo il consiglio di Falce, un vecchio uomo saggio, Nostro stabilì di riportare la sicurezza e la prosperità ad Albion. Prima, egli riunì gli uomini e le donne di tutta Albion e fondò la Gilda degli Eroi, dove essi potevano allenarsi per diventare veri Eroi, e impose la pace sul bellicoso popolo di Albion.
Dopo la morte di Nostro, Albion continuò a crescere e prosperare, così come la Gilda degli Eroi. Un eroe noto come Tessitore, infatti, fece diventare la Gilda un luogo di neutralità, dove potessero essere addestrati sia combattenti dalla parte del bene e sia guerrieri con propositi malvagi.

### Prima parte - Fable
Molti anni dopo la fondazione della Gilda degli Eroi, una famosa Eroina conosciuta come Scarlatta, che si diceva avesse un legame con la linea di sangue degli Archon, si sposò con un fabbro di nome Brom, e diede alla luce una figlia, Theresa, e un figlio, che in seguito sarebbe diventato famoso come l'Eroe di Oakvale. Quando l'Eroe era un bambino, il suo villaggio natale, Oakvale, fu razziato e distrutto dai banditi nel giorno del compleanno di sua sorella; sembrava che l'intera famiglia dell'Eroe fosse perita. Un vecchio Eroe di nome Dedalo salvò il ragazzo, e lo convinse ad entrare nella Gilda degli Eroi per essere addestrato come un Eroe.
Dopo un po' di tempo, e dopo aver affinato le sue abilità, Dedalo informò l'Eroe di una veggente cieca che viveva presso un accampamento di banditi vicino a Oakvale. Dedalo consigliò all'Eroe di infiltrarsi nell'accampamento dei banditi. Per la sorpresa dell'Eroe, la veggente cieca era nientemeno che la sua sorella maggiore che era stata raccolta da Doppialama, un ex-Eroe e l'attuale Re dei Banditi. Dopo un regolamento di conti, l'Eroe uccise Doppialama e liberò la sorella.
In seguito l'Eroe, dopo aver guadagnato una maggiore fama tra la gente di Albion, fu invitato a combattere nell'Arena di Witchwood, dove incontrò un leggendario Eroe chiamato Jack di Spade, che stava seguendo le battaglie dell'Arena e, come spettacolo finale, proclamò uno scontro tra l'Eroe e la sua rivale e amica Sussurro.
Alla fine divenne chiaro che era stato lo stesso Jack di Spade a ingaggiare il mentore dell'Eroe, Dedalo, per distruggere la sua casa, ma questo cambiò idea all'ultimo momento e decise di salvare il bambino. Aiutato dalla sua sorella cieca, l'Eroe si pose l'obiettivo di sconfiggere Jack di Spade in un modo o nell'altro, con il bene o con il male. L'Eroe rintracciò sua madre, e tentò di liberarla dalla Prigione di Bargate, dove Jack l'aveva tenuta rinchiusa fin dalla distruzione di Oakvale. L'Eroe, tuttavia, fu catturato e trascorse un anno nella prigione. Quando finalmente riuscì a fuggire con sua madre, l'Eroe provò a rintracciare Jack. Dedalo, però, si rivoltò contro di lui e rapì sua sorella. Dopo aver sconfitto Dedalo, l'Eroe fu portato ad un confronto finale con Jack, e dopo averlo sconfitto, poté o uccidere la sorella in cambio del vero potere della Spada degli Eoni, o distruggerla e far finire il suo male per sempre
Debole come non era mai stato prima Jack di Spade sfruttò quelle poche conoscenze e quei pochi poteri che gli erano rimasti per risorgere nelle Distese Settentrionali, dietro al Cancello di Bronzo. L'Eroe viaggiò fino a laggiù per aprire i Cancelli e trovare Jack in forma di drago. Dopo averlo sconfitto di nuovo, l'Eroe può indossare la maschera diventando l'essere più malvagio di Albion o gettarla via.

### Intermezzo - La caduta della Gilda
Dopo che l'Eroe di Oakvale sconfisse per la seconda volta Jack di Spade, gli Eroi della Gilda divennero pigri ed egoisti. Ciò portò allo scatenarsi di una rivolta della popolazione, che si concluse con la distruzione della Gilda degli Eroi.
Con la distruzione della Gilda iniziò una breve età dei Lumi, in cui furono incoraggiati l'esplorazione e i progressi tecnologici; ciò portò ad una radicale ri-mappatura di Albion e all'invenzione delle armi da fuoco.
Tuttavia qualche eroe riuscì a sopravvivere alla rivolta. Tra questi l'eroe di Southcliff, un diretto discendente dell'Eroe di Oakvale, che rovesciò il duca di Southcliff.

### Seconda parte - Fable II
Si svolge 500 anni dopo gli avvenimenti del primo Fable, e 20 anni dopo le vicende di A Hero's Tale.
Due ragazzi orfani, il protagonista (prima di cominciare si sceglie il sesso del protagonista) e sua sorella Rosaspina, vivono nella città vecchia di Bowerstone, e, spinti dal desiderio di una vita più dignitosa, comprano un oggetto magico, un carillon proveniente dal Vecchio Reame, credendo che esso possa realizzare i desideri. Dopo aver espresso il desiderio di vivere in un castello vengono invitati da Lord Lucien, il sindaco di Bowerstone, nella sua reggia. Purtroppo non succede quello che speravano i ragazzi: Lucien, ossessionato da un progetto folle, crede che i ragazzi da grandi possano diventare eroi e fermarlo. Perciò li uccide, ma il/la protagonista si salva miracolosamente.
Una vecchia di nome Theresa, maga e veggente cieca, lo cura e gli rivela che discende dal famoso Eroe di Oakvale, e che il suo scopo è di salvare il mondo. Ma non da solo. Infatti altri tre eroi devono unirsi a lui per fermare Lucien: l'eroe della Forza, l'eroe dell'Abilità e l'eroe della Volontà. Il ragazzo va in ricerca di queste persone, che non sanno che il loro destino è intrecciato. Arrivato al Tempio della Luce di Oakfield, trova una monaca di nome Hammer, e scopre che lei è l'eroe della Forza, che, dopo che gli scagnozzi di Lucien uccidono suo padre, decide di unirsi alla causa del protagonista.
L'eroe della Volontà, Garth, viene catturato e rinchiuso all'interno della Malatorre distrutta, una costruzione della quale Lucien vuole servirsi per esaudire il suo desiderio folle. Il nostro eroe, per aver speranze di intrufolarsi all'interno della costruzione, deve recarsi a Westcliff e combattere nell'Ordalia, un'arena di combattimento di cui Lucien recluta i vincitori. Così, dopo aver vinto, si intrufola nelle schiere dello stesso Lucien e, dopo anni di prigionia, riesce a salvare Garth, che diverrà il secondo eroe.
L'ultimo eroe, quello dell'Abilità, è Reaver, un pirata corrotto che, invece di schierarsi dalla parte dei tre eroi, si allea con Lucien, da cui poi verrà tradito. I 4 eroi riescono a sconfiggere gli scagnozzi inviati da Lucien, ma vengono catturati subito dopo in una trappola; Lucien rivela quindi il suo piano: utilizzare la Malatorre per distruggere il mondo afflitto dal caos e ricrearlo. L'eroe viene paradossalmente ucciso, mentre gli altri tre vengono rapiti e portati alla Malatorre. L'eroe fa così uno strano sogno, dove rivede lui e sua sorella in una casa di campagna. Durante la notte sente il suono del famoso carillon, e dopo ciò scopre di essere ancora vivo, e va alla Malatorre per uccidere Lucien e liberare i suoi compagni. Nel frattempo Lucien sta sottraendo i poteri di Hammer, Garth e Reaver. L'eroe non può sconfiggerlo, ma ad un tratto appare il vecchio carillon, quello comprato da piccolo, e dietro suggerimento di Theresa riesce a impedire che Lucien si appropri dei poteri dei tre eroi e ad ucciderlo. Dopo di che gli viene concesso un desiderio su tre possibilità: far rivivere coloro che si sono sacrificati per ricostruire la Malatorre distrutta, far rivivere i cari o avere più soldi di quanto uno possa mai immaginare.
L'Eroe incontra ancora Teresa nella Malatorre, rivelando che lei è rimasta la per aumentare i suoi poteri profetici. Darà poi all'Eroe/ina un assaggio del futuro, che mostra come dalla sua discendenza, dipenderà il destino di Albion, ma anche il destino di un'altra terra, Aurora.

### Terza parte - Fable III

#### Prima parte: Antefatti
Sono passati cinquant'anni da quando l'ultimo eroe di Albion, ormai deceduto, ha sconfitto Lucien Fairfax nella Malatorre ed è diventato re. Prima della sua morte ha concepito due figli, il primogenito si chiama Logan ed è diventato il re di Albion. Logan si dimostrò determinato, intelligente e giusto. Un giorno Logan decise di partire per esplorare il continente a sud di Albion, il continente di Aurora. Giunto ad Aurora, Logan con le sue truppe dovette affrontare una creatura delle tenebre, chiamata dagli abitanti del posto Lo Strisciante. Logan vide tutti i suoi uomini morire davanti a loro per mano della creatura ma egli riuscì a salvarsi. Prima di ritornare a casa giurò alla regina di Aurora che sarebbe tornato per uccidere Lo Strisciante.
Ritornato ad Albion, Logan cambiò completamente, le sue decisioni e le sue truppe divennero sempre più spietate. Dopo i suoi primi anni di soddisfazione per il suo governo, il popolo cominciò a rimpiangere il vecchio re. Sempre più spesso si sentiva sussurrare una parola potente e pericolosa: rivoluzione.

#### Seconda parte: L'inizio
Sono passati quattro anni da quando Logan ritornò ad Albion e adottò un regime dittatoriale. Dopo un evento traumatico, il/la principe/principessa, nonché il/la protagonista e il/la fratello/sorella minore del sovrano fuggirà dal castello insieme al suo mentore Sir Walter Beck e al suo servo Jasper. Una volta fuggiti l'Eroe/Eroina si approprierà del "Sigillo della Gilda" e si ritroveranno nel Santuario, luogo lasciato loro dal padre del protagonista, usato come quartier generale per spostarsi nelle varie città di Albion e trovare degli alleati per la rivolta. Gli affidabili alleati, di cui conquisteremo la fiducia svolgendo missioni per loro conto, comprenderanno gli "Stanziali", un gruppo di nomadi accampatosi nella montagne di Mistpeak; il maggiore Swift e Ben Finn dalla "Vecchia Guardia"; Page, leader della resistenza di Bowerstone ed infine Kalin, la leader di Aurora, un continente deserto oltre l'oceano.
Mentre l'eroe/eroina si trova ad Aurora per conquistare la fiducia del popolo, si imbatterà in una creatura malvagia fatta di tenebre, chiamata "Lo Strisciante": lui e le sue truppe avevano già attaccato e distrutto Aurora, portandola nell'ombra più totale e terrorizzando la poca popolazione superstite. Ma lo Strisciante si sta preparando anche per attaccare Albion e conquistarla, ed è per questo che Logan è divenuto tiranno 4 anni fa dopo essere tornato da Aurora, ovvero per riuscire a finanziare un esercito per proteggere Albion dall'attacco dell'oscurità.

#### Terza parte: La rivoluzione e la monarchia
Ottenuto il sostegno del popolo l'Eroe/Eroina combatterà al fianco dei suoi alleati fino a quando non sottometterà Logan con un colpo di Stato e diventerà lui/lei stesso/a re/regina. Dopodiché Theresa gli/le rivelerà che a un anno dalla sua incoronazione un'oscura presenza di Aurora (lo Strisciante) attaccherà il mondo e che a lui/lei spetterà decidere se migliorare la condizione dei suoi sudditi essendo amato dal popolo, ma privando lo Stato dei fondi necessari per l'assalto, o peggiorarla diventando un tiranno come Logan, ma ottenendo abbastanza soldi per garantire un numero limitato di vittime civili. Inoltre l'Eroe/Eroina può scegliere di usare i soldi del suo fondo personale e trasferirli alla cassa dello Stato, oppure prendere tutti quelli presenti nella cassa e appropriarsene per i propri scopi e affari. Nel periodo in cui si è re, il giocatore dovrà fare diverse scelte di natura buona o cattiva, che cambieranno la sua popolarità e lo stesso mondo, e potrà scegliere se mantenere le varie promesse fatte in precedenza, oppure non rispettarle e attuare piani con i quali lo Stato guadagnerà capitali.

## Personaggi

### Personaggi principali

#### Theresa
Theresa è la sorella maggiore dell'Eroe di Oakvale nel primo capitolo di Fable, dotata di poteri profetici a causa della sua discendenza. Nei successivi capitoli, Theresa ha il ruolo di guida per gli eroi, da cui viene spesso chiamata "la Veggente Cieca" o "la Veggente della Malatorre".
Theresa, da bambina qual era, è diventata una donna di mezza età, vestita con un abito rosso dotato di cappuccio, che tiene sempre calato sul volto. Sotto di esso, si possono notare i suoi lunghi capelli castani e, nonostante sia cieca, degli occhi azzurri. La sua personalità, all'inizio spensierata, diventa man mano più fredda, cupa e oscura. Nonostante la sua cecità, Theresa possiede una straordinaria percezione extrasensoriale a causa del suo eccezionale controllo della Volontà, ed è quindi più che in grado di uccidere tutti coloro che si oppongono a lei. Una volta cresciuta, il suo potere di vedere il futuro è diventato più forte.
Nel primo Fable, Theresa è la figlia di Brom e Scarlatta, e sorella maggiore dell'Eroe di Oakvale. Ella viveva tranquillamente a Oakvale, dove era nata, con la sua famiglia, inconsapevole dei poteri ereditati, di cui non aveva ancora la consapevolezza, ma che gli apparivano sotto forma di "strani sogni". Durante l'attacco di Oakvale da parte di Jack di Spade, è stata catturata da lui e dai suoi banditi. Non volendo dare loro tutte le informazioni su suo fratello, le furono cavati gli occhi e fu lasciata morire in mezzo alla foresta. Dopo alcuni giorni nella foresta, Theresa venne ritrovata dai banditi dell'ex eroe Doppialama, che la misero a lavorare nel loro accampamento. Doppialama capì ben presto la portata dei poteri della giovane, prendendola sotto la propria ala e utilizzando i suoi poteri per i suoi scopi. Dopo che il fratello ebbe sconfitto Doppialama in un duello, ella sbloccò i poteri nascosti dentro di lui, abbandonando il suo vecchio mentore Doppialama al suo destino. Dopo che l'eroe vince nell'Arena e diventa il nuovo "Re dell'Arena", Theresa lo incontra alla Dimora Grey. Lei gli racconta ciò che ha scoperto su Jack di Spade, che è una minaccia pericolosa per la loro famiglia, e che tiene la loro madre rinchiusa nella prigione di Bargate. Provando a liberare sua madre da sola, tuttavia Theresa è infine catturata da Jack di Spade. Dopo la prima battaglia con Jack, dà a suo fratello una scelta: colpirla con la Spada degli Eoni e ottenere il potere tanto sognato da Jack, o gettarla in un vortice. Qualunque sia la scelta che l'eroe fa, Theresa non è più vista ad Albion per centinaia di anni. Tuttavia, dato che Teresa appare in tutti gli altri giochi, si deduce che l'Eroe di Oakvale ha fatto la scelta giusta e ha distrutto la spada. Dopo la battaglia con Jack di Spade, si diresse a est, verso le montagne e venne accolta da un nomade chiamato Palgan, un vecchio utilizzatore della Volontà, che si offrì di prenderla sotto la sua tutela. Quando Teresa, durante il sonno, lo vide che provava a rubare i suoi poteri profetici, lei lo uccise, e usò il suo amuleto per diventare immortale.
Cinquecento anni dopo, in Fable II, Theresa veglia sul discendente di suo fratello, convincendo lui e sua sorella Rosaspina ad acquistare un carillon magico da un venditore ambulante. Dopo la successiva morte della sorella, Teresa adotta la bambina/o ferito gravemente e diventa la sua guida, sbloccando i suoi poteri da Eroe/ina e aiutandolo nella sua missione, ovvero sconfiggere Lucien Fairfax, l'antagonista principale. Alla fine riunisce i quattro eroi, ma scompare fino alla fine dello scontro finale dell'Eroe con Lucien, dando a lui la possibilità che la Malatorre esaudisca un suo desiderio. Indipendentemente dalla sua scelta, Teresa rimane nella Malatorre. L'Eroe incontra ancora Teresa nella Malatorre, rivelando che lei è rimasta la per aumentare i suoi poteri profetici. Darà poi all'Eroe/ina un assaggio del futuro, che mostra come dalla sua discendenza, dipenderà il destino di Albion, ma anche il destino di un'altra terra, Aurora.
In Fable III, Teresa torna cinquant'anni dopo, guidando dalla Malatorre tutte le azioni dell'Eroe\Eroina di Brightwall, nascondendogli\le la verità su suo fratello Logan e rivelandogli\la solo quando sarà diventato\a Re\Regina, aiutandolo\a a sconfiggere lo Strisciante, l'antagonista principale.

### Eroi

#### Dedalo
Dedalo (Maze) è un potente stregone che fa parte della Gilda degli eroi.
Il passato di Dedalo è in gran parte ignoto. Si sa solo che, quand'era più giovane, i suoi genitori sono stati uccisi dai balverini, e che Dedalo venne salvato da morte certa da tre eroi, tra i quali vi era anche Jack di Spade. Per dare una dimostrazione della sua forza, Jack uccise poi gli altri due eroi. Da allora Dedalo è in debito con lui, e da tutta la vita si porta addosso questo peso. Entrò così a far parte della gilda stessa, in un gruppo di eroi fra cui vi era il maestro della gilda.
Molti anni dopo, Dedalo aiutò Jack ad attaccare Oakvale, in cerca della discendenza di William Black, dove incontrò quello che sarebbe poi diventato l'eroe di Oakvale. Convinto che un giorno quel ragazzo avrebbe sconfitto Jack e l'avrebbe liberato dal suo debito, Dedalo prese il giovane sotto la sua ala, portandolo alla Gilda degli Eroi per essere addestrato come un apprendista.
Col passare degli anni, Jack lo riportò dalla sua parte, ordinandogli di catturare Theresa e di portarla all'abbazia nella Costa di Hook. Gettata via la maschera, Dedalo combatté contro l'eroe di Oakvale, convincendosi finalmente che quell'eroe poteva veramente sconfiggere Jack. Tuttavia, lo stesso Jack afferma che, dal momento che aveva esaurito la sua utilità, Dedalo sarebbe morto comunque.
Abilità
Dedalo è un potentissimo eroe della Volontà, tant'è che solo poche persone (come l'eroe di Oakvale e Jack di Spade) avrebbero potuto eguagliarlo. Conosce la maggior parte degli incantesimi presenti nel gioco. Tra questi troviamo:
- Fulmine (Lightning): Dedalo crea dalle dita un arco di pura energia simile ad un fulmine diretto verso l'avversario.
- Palla di Fuoco (Fireball): Dedalo crea nella sua mano una palla di fuoco che scaglia verso l'avversario. L'effetto è esplosivo.
- Infiamma (Enflame): Dedalo investe gli avversari con un'onda di fuoco che colpisce a 360°.
- Scudo corporeo (Physical shield): Dedalo riveste il suo corpo di uno strato di energia, che funge da barriera impedendogli di subire danni. Svanisce dopo qualche secondo.
- Spinta (Force Push): Dedalo crea una potente esplosione di energia che si irradia dal suo corpo, che spinge indietro i nemici e li danneggia.
- Evoca (Summon): Dedalo evoca degli Urlatori e gli scaglia contro i suoi nemici. Questi utilizzano la magia Risucchia vita per procurare danni.

Oltre a questi, troviamo anche la capacità di teletrasportarsi e di innalzare barriere magiche estremamente resistenti.

#### Falce
Falce (Scythe) è uno degli eroi anziani della Gilda, e, dopo Jack di Spade, uno degli esseri più antichi di tutta Albion. Il suo corpo raggrinzito e mummificato dal tempo rivela quanto sia vecchio. Veste sempre con una maglia dorata avvolta da un mantello blu, e proprio per questo molti hanno ipotizzato che in realtà possa essere William Black, il primo Archon (la sorella dell'eroe di Bowerstone, Rosaspina, lo paragona ad un re).
È un eroe di grande conoscenza e fra i più esperti, come viene affermato dall'Oracolo, anche se da molto tempo non combatte più.
Falce fu colui che aiutò Nostro a fondare la Gilda degli Eroi, e quindi fu uno dei suoi primi membri. All'inizio di Fable: The Lost Chapters, partì per le lontane Distese Settentrionali, dove, una volta raggiunta la terraferma, spezzò il suo sigillo della Gilda per impedire a chiunque di seguirlo. Infatti, temeva che Jack di Spade volesse usare l'Oracolo di Snowspire per impossessarsi della Spada degli Eoni. Ritorna dopo la sconfitta di quest'ultimo, dove avvisa l'eroe di Oakvale della minaccia degli Evocatori proveniente dalle Distese Settentrionali.
Sebbene non appaia negli altri due capitoli della saga, viene menzionato in uno dei finali di Fable II; se si sceglie "l'Amore" come desiderio alla Malatorre, si riceverà una lettera da Rosaspina, in cui ella afferma di essere in una foresta, in compagnia di una "strana figura incappucciata" vestita come un re che dice di conoscere la famiglia dell'eroe, dal momento che Falce ha conosciuto l'eroe di Oakvale.

#### Rosaspina
Rosaspina (Briar Rose) è un'eroina della Gilda, nota per la sua altezzosità e per il suo fare egocentrico.
Nonostante discenda da una famiglia nobile, essa cadde in disgrazia quando era una bambina. Sua madre morì in seguito ad un incidente, e suo padre la scacciò per non aver fatto nulla per impedirne la morte. Senza famiglia e senza casa, vagò per Albion a lungo, finché non si unì alla Gilda degli Eroi. Qui trovò nei libri la compagnia che non ha mai avuto da bambina, acquisendo in breve tempo una conoscenza e una cultura impareggiabili rispetto a qualsiasi altro studioso su Albion. Ella infatti basa le use capacità sull'intelligenza e sull'abilità piuttosto che sulla forza fisica. All'inizio tratterà l'eroe di Oakvale come uno di seconda classe, ma dopo aver sconfitto il male a Darkwood, cambierà lentamente in amicizia.

In Fable: The Lost Chapters aiuterà l'eroe contro l'esercito di evocatori di Jack di Spade. Può venir sconfitta dal protagonista in un duello all'ultimo sangue, nel caso lui fosse malvagio.

#### Scarlatta
Scarlatta (Scarlet Robe) è la madre del protagonista.
In passato era un'eroina della Gilda che proteggeva la radura di Knothole dai continui attacchi dei balverini, e fu la prima donna a trionfare nell'arena di Witchwood, vincendo tutti gli incontri senza uscire dall'arena, e segnandosi come la prima donna "invincibile". Rimasta in fin di vita dopo una battaglia con dodici balverini, è stata curata da Brom, un boscaiolo di Oakvale, con il quale si sposò ed ebbe due figli, l'eroe di Oakvale e Theresa. Quando Jack di Spade attaccò il villaggio, ella fu imprigionata nella prigione di Bargate, in attesa essere liberata da suo figlio. Fu uccisa, infine, sotto gli occhi del figlio, da Jack, per il rituale del risveglio del potere della Spada degli Eoni.

In Fable: The Lost Chapters, Jack manderà gli Urlatori a tormentare l'anima di Scarlatta. Dopo essere stata salvata dall'eroe, lui può utilizzare la sua anima per aprire il Cancello di Bronzo.

#### Sussurro
(Sussurro sfidando l'eroe di Oakvale)
Sussurro (Whisper) è l'amica e rivale dell'eroe di Oakvale, per il quale sembra avere un interessamento segreto.
Il suo passato è sconosciuto. Si sa solo che lei e il suo fratello maggiore, Tuono, provenivano dalle lontane Isole Meridionali, e sono naufragati su Albion dopo che una tempesta ha distrutto la loro nave. Una volta entrata nella Gilda degli Eroi, si allena con l'eroe di Oakvale, quando è un ragazzo, e i due rapidamente sviluppano una forte, ma amichevole, rivalità.
Sussurro combatte contro l'eroe in innumerevoli missioni, e i due si ritrovano a combattere insieme al terzo turno dell'arena di Witchwood. Dopo aver sconfitto Arachanox, Jack di Spade costringe i due a combattere l'uno contro l'altra. Il giocatore può scegliere di uccidere Sussurro o meno, guadagnando 10.000 pezzi d'oro per averla uccisa.
In Fable: The Lost Chapters, se il giocatore lascia Sussurro in vita, l'Oracolo di Snowspire rivela che ella è ritornata nella sua terra natale, nelle Isole Meridionali, dove difende il suo popolo ed è elogiata come un vero eroe.
Abilità
Sussurro è incredibilmente agile e abbastanza abile nell'utilizzo della Volontà.
Predilige una tattica di rapidità schivando e contrattaccando, per poi colpire da lontano con gli esplosivi.
È l'unica in tutta la saga ad utilizzare esplosivi in combattimento.

#### Tessitore
Tessitore (Weaver), meglio noto come il Maestro della Gilda (Guildmaster), è colui che amministra gli affari e le missioni richieste dagli abitanti di Albion alla Gilda, ed è anche colui che supervisiona l'addestramento degli apprendisti, come quello dell'eroe di Oakvale. Dopo la morte di Nostro, fu lui a rendere la Gilda neutra e priva di allineamento morale. Più avanti è costretto ad affrontare l'eroe se esso è cattivo.
Abilità

Il Maestro della Gilda è in grado di usare potenti incantesimi della Volontà ed in grado di applicarli anche ad altri, come viene visto nel suo combattimento contro l'eroe di Oakvale.

#### Tuono
Tuono (Thunder) il fratello maggiore di Sussurro e compagno della dispotica Lady Grey. Pretende continuamente il massimo da Sussurro e imputa il suo disimpegno all'eroe di Oakvale per cui continuerà a provare disprezzo, che tramuta in odio se l'eroe di Oakvale uccide Sussurro.
È un uomo di colore dal fisico alto e imponente, dal carattere fiero e orgoglioso, che porta spesso un'armatura a piastre color oro con effigi di leone.
Lui e la sua sorella minore, Sussurro, provenivano dalle lontane Isole Meridionali, e, molto tempo fa, sono naufragati su Albion dopo che una tempesta ha distrutto la loro nave. Ad Albion, Tuono si è fatto un nome, diventando uno dei membri della Gilda degli Eroi, e uno dei campioni dell'Arena di Witchwood, in cui è stato in grado di completare i combattimenti senza mai uscire dall'arena.
Una volta che l'eroe di Oakvale diventa il nuovo campione dell'Arena, entra in lizza con Tuono per le attenzioni di Lady Grey, combattendo contro di lui alla Collina del Carnefice e sconfiggendolo. Appare brevemente anche per aiutare l'eroe ad impedire che Jack di Spade attivi i punti focali di Albion, e in Fable: The Lost Chapters, quando l'eroe è alla ricerca dell'anima del "Re dell'Arena" (l'eroe può scegliere di combattere contro di lui per ottenere la sua anima, o andare nell'Arena per cercare una).
Abilità
Tuono in battaglia fa uso dei poteri della Volontà, in particolare, ovviamente, dell'incantesimo Fulmine (Lightning), che sa manipolare egregiamente per dar vita ad una serie di combo micidiali.
Oltre a questo è capace di usare attacchi di spada veloci e molto dannosi.

#### Hammer
Hannah, soprannominata Hammer per via della sua forza sovraumana, è l'eroina della Forza che accompagna l'eroe di Bowerstone.
È una donna alta, muscolosa e con dei lunghi capelli castani.
Prima dell'arrivo dell'eroe al Tempio della Luce era una monaca pacifista, ma la morte di suo padre, ucciso da un servo di Lucien, la spinge a combatterlo insieme all'eroe.
Una volta che l'eroe sconfigge Lucien, lei viene teletrasportata da Theresa nelle Distese Settentrionali, dove può allenarsi con i monaci guerrieri. Prima di andarsene, se l'eroe è buono, dichiarerà che è il migliore amico che abbia mai avuto.

In Fable: The Journey, ambientato 100 anni dopo gli eventi di Fable II, Teresa rivela a Gabriel che Hammer è morta senza lasciare discendenti, lasciando vulnerabile Albion alla Corruzione di William Black. 

#### Garth
Garth è l'eroe della Volontà, come si può notare dalle luminose linee azzurre che solcano il suo corpo. Garth abita nella torre di Brightwood, dove ha condotto molti esperimenti sugli artefatti del Vecchio Reame, tra cui la creazione di una porta Cullis per la Palude Fantasma.
Quando l'eroe era un bambino, lavorava con Lucien per ricostruire la Malatorre, ma quando scoprì le sue reali intenzioni, Garth se ne andò la stessa notte in cui la sorella dell'eroe venne uccisa. Lucien riuscì a trovarlo e lo rinchiuse nella Malatorre, e fu l'eroe di Bowerstone a liberarlo e a ridargli i suoi poteri, poiché aveva esaurito i suoi per rompere il collare che l'eroe indossava, assorbendo l'esperienza del comandante della Malatorre. In seguito, aiuterà l'eroe di Bowerstone a raggiungere Bloodstone, usando i suoi poteri per aprire la porta Cullis per la Palude Fantasma.
Dopo la sconfitta di Lucien, Garth, insieme a Reaver, viene teletrasportato da Theresa nella sua terra natale, a Samarkand.
Garth riappare nel libro Fable: Edge of the World, quando l'eroe di Brightwall arriva a Samarkand. Garth rivela (come scritto in Fable III nell'autobiografia di Reaver, Tutto su Reaver), che Reaver ha effettivamente cercato di ucciderlo, ma senza successo.
Abilità
Garth è un potentissimo eroe della Volontà. Conosce tutti gli incantesimi dell'eroe di Bowerstone, e può lanciarne delle versioni molto più potenti rispetto a quelle che l'eroe utilizza. Tra questi troviamo:
- Inferno (Inferno): L'utente evoca fiamme contro i suoi nemici. Nella sua forma non mirata crea delle onde di fuoco che si irradiano a 360°, mentre la forma mirata crea una palla di fuoco che viene lanciata contro l'avversario. Garth lo usa per distruggere le navi nel porto della Malatorre.
- Spade (Blades): Crea delle lame magiche che si avventano sui nemici. Garth lo usa contro le guardie della Malatorre.
- Lampo (Shock): Colpisce gli avversari con delle scariche elettriche. Garth lo usa contro la Grande Scheggia.
- Vortice (Vortex): Garth evoca un forte vento che solleva in aria i nemici. Garth lo usa contro le guardie della Malatorre.
- Spinta (Force Push): Garth crea una potente esplosione di energia che si irradia dal suo corpo, che spinge indietro i nemici e li danneggia. Ha usato questo incantesimo per spingere diverse guardie giù dal ponte della torre di Brightwood.

#### Reaver
Reaver era un pirata, con l'abilità straordinaria di sparare a distanza con estrema precisione.
È l'eroe dell'Abilità, anche se di eroico fa ben poco. È malvagio e spietato, e si unisce all'eroe di Bowerstone solo pensando al guadagno che ne avrebbe ricavato. Tuttavia, sotto quest'aspetto, vi è nascosta la sua vera natura, vulnerabile, fragile e ingenua, profondamente addolorata e tormentata dai sensi di colpa per la distruzione di Oakvale. Tuttavia, Reaver sopprime queste emozioni per andare avanti.
Circa 300 anni prima degli eventi di Fable 2, Reaver nacque a Oakvale, città che vendette alla Corte d'Ombra per ottenere l'immortalità e l'eterna giovinezza. Sembra che in principio lui fosse ignaro di ciò che sarebbe accaduto ai cittadini ed a "lei", e che l'orrore delle sue azioni lo perseguita ancora nei sogni.
Incontra l'eroe di Bowerstone nella sua villa a Bloodstone, dove tenta, con uno stratagemma, prima di sacrificarlo alle Ombre, poi di venderlo a Lucien, dal quale in seguito verrà tradito.
Dopo la sconfitta di Lucien, Reaver viene teletrasportato con Garth a Samarkand. Come scritto in Fable III nella sua autobiografia, Tutto su Reaver, non trovando in quel luogo ciò che si era aspettato, escogitò un piano per uccidere Garth e ritornare ad Albion.
In Fable III, con l'avvento dell'era industriale, Reaver trovò finalmente uno sbocco per la sua natura avida. Sotto il regno di re Logan, a Reaver fu consegnato il controllo della zona industriale di Bowerstone a causa delle sue redditizie tattiche di business, come l'introduzione del lavoro minorile e il taglio del 90% del salario dei lavoratori, facendo di lui uno degli alleati più potenti di Logan.
L'eroe di Brightwall incontra Reaver quando si infiltra con Page nella sua villa a Millfields, dove affronta una serie di combattimenti che Reaver chiama "la Ruota della sfortuna". Dopo che l'eroe di Brightwall ha deposto Logan e diventa il nuovo sovrano, Reaver agisce come consigliere delle decisioni che si devono prendere per far guadagnare soldi al regno.
Abilità
Come eroe dell'Abilità, Reaver fa un uso spettacolare delle armi da fuoco, ed è famoso in tutta Albion per essere un eccellente tiratore. Si dice che catturi le navi semplicemente sparando al capitano, incurante della distanza o delle condizioni meteorologiche. La sua arma è una Schiantadraghi 0,48 (Dragonstomper 0,48), una pistola da cui non si separa mai. Di quest'arma esistono solo 6 versioni, possedute da altrettanti fortunati (tra cui lui stesso), e Reaver afferma di averne già uccisi 4.

### Ex-eroi

#### Doppialama
Doppialama (Twinblade) è il capo dei banditi di Albion.
Un tempo era un famoso eroe, ma era insoddisfatto dei metodi della gilda e riunì una dozzina di clan di banditi, diventando il capo di un'orda enorme di banditi, assassini e ladri.
Dopo che i banditi di Jack di Spade bruciarono e distrussero la città di Oakvale, Doppialama e i suoi banditi trovarono Theresa, ferita e accecata, portandola nel loro accampamento. Doppialama si accorse subito delle capacità divinatorie della giovane, e così la prese in custodia e le insegnò l'arte del combattimento e dell'assassinio. Anni dopo, l'eroe di Oakvale lo affronta in un duello all'ultimo sangue, in cui può decidere se risparmiarlo o ucciderlo.
Comunque sia, la sua tomba verrà eretta poco lontano dal suo accampamento, prima che quel posto diventò la Palude Fantasma.
Abilità
Doppialama è noto per lo stile terrificante di combattimento che usa con i suoi nemici. Egli combatte brandendo due grossi spadoni, con cui sferra attacchi veloci e brutali. Oltretutto, veste con una pesante armatura che lo rende quasi invulnerabile. Il suo punto debole è la schiena, l'unica parte non protetta dall'armatura.
Nostro è un ex-bandito, fondatore della Gilda degli Eroi.
In gioventù, Nostro era un bandito spinto dall'ambizione di lasciare un segno nel mondo. Ciò portò da lui un uomo di nome Falce. Con Falce al suo fianco, Nostro fondò la Gilda degli Eroi, e impose la pace sul bellicoso popolo di Albion. Tuttavia, fu corrotto da una donna assetata di potere di nome Magdalena, e la Gilda cedette inevitabilmente alla corruzione e ben presto si ridusse ad un covo di mercenari. Alla fine, depresso e isolato per quel che stava succedendo, morì avvelenato da un assassino. Poiché avrebbe preferito morire come un vero eroe, la sua anima vaga senza pace nel cimitero di Lychfield, cercando un'occasione di riscatto. In Fable: The Lost Chapters l'eroe di Oakvale (se ha fatto la scelta giusta) lo affronterà nella sua forma non-morta, e lo ucciderà, mettendo pace alla sua anima.

### Creature del Vuoto

#### Jack di Spade
Jack di Spade è l'antagonista principale di Fable e Fable: The Lost Chapters. L'aspetto che Jack aveva ai tempi della Corte è sconosciuto. In Fable si presenta come un uomo alto, con la testa e le spalle avvolte in un manto scarlatto, le gambe e le braccia sono invece nascoste alla vista da un'armatura leggera. Il viso di Jack è perennemente nascosto da una maschera, e ne porta altre due legate alla cintura. Questo è solo l'ultimo degli aspetti (umani) che Jack ha assunto. Astuto, furbo e manipolatore, Jack ha piegato la volontà di molti uomini nel corso dei secoli per raggiungere i suoi scopi. Il suo potere è immenso ma non senza limiti. Nella battaglia finale contro l'Eroe di Oakvale assumerà le sembianze di un'enorme drago demoniaco.
Jack è uno degli esseri più potenti che Albion abbia mai conosciuto. Nel libro "Jack di Spade", rinvenibile in una delle librerie della gilda, si dice che abbia la forza di dieci eroi. Infatti, come uno degli eroi più potenti, dev'essere un maestro di Forza, Abilità e Volontà. La sua abilità principale sta nella sua maschera, la quale contiene il suo spirito ed è capace di possedere il corpo di chi la indossa. Inoltre, lui il creatore ed uno degli utilizzatori della Spada degli Eoni, la potente arma in grado di scagliare potenti fasci energetici e di risucchiare l'energia del nemico a distanza. Tuttavia, dato che quando Jack la utilizza nel gioco la Spada ha solo metà del suo potenziale, il suo vero potere rimane sconosciuto.
Si narra che l'entità maligna nota come "Jack di Spade" sia nata, insieme alla Regina e al Cavaliere di Spade, in una dimensione infernale conosciuta come il Vuoto (dove in seguito sarebbe nato anche lo Strisciante), e insieme erano noti come La Corte, che regnava sul quel luogo d'incubo circondata da creature orribili. Un giorno, nel lontano passato, la Corte arrivò ad Albion e ordinò al popolo di sottomettersi a loro. Il popolo rifiutò per tre volte, e per tre volte la Corte devastò Albion con incendi, inondazioni e malattie, finché l'intera popolazione non si inchinò davanti a loro. Durante i giorni di tirannia della Corte, un umile fabbro e sua moglie ebbero un figlio. Nel giovane, William Black, si manifestarono forze arcane che in seguito sarebbero state conosciute come i Poteri della Volontà. Una notte, mentre stava consultando un antico e misterioso tomo, William fu improvvisamente trascinato nel Vuoto. Qui incontrò Jack, seduto su un trono nero e circondato da demoni. Egli, avendo percepito l'enorme potenziale del giovane uomo, tentò di asservirlo con il potere di un'arma generata nel Vuoto, la Spada degli Eoni. Ma William, che covava rancore e odio furioso per la Corte, riuscì a liberarsi e a fuggire dal Vuoto, portando con sé la formidabile arma. Tornato ad Albion, la Spada gli parlò e gli propose un patto: essa gli avrebbe offerto il suo potere, se lui le avesse offerto la sua anima. E William accettò. Forte della Spada degli Eoni, William Black fu pronto ad affrontare la Corte. Il Cavaliere di Spade, che fu il primo ad affrontarlo, cadde quasi immediatamente, il secondo a farsi avanti fu Jack, col quale William ingaggiò un feroce scontro. Jack di Spade venne sconfitto e il suo corpo distrutto, ma il suo spirito sopravvisse rifugiandosi in una maschera da lui stesso creata (destinata a passare da eroe a eroe, di cui Jack rubò i corpi). Lo scontro finale tra William e la Regina di Spade durò settimane, rase al suolo montagne e devastò la terra, finché anche l'ultimo dei demoni della Corte venne annientato. Il popolo di Albion acclamò William, che prese il titolo di Archon, nuovo sovrano del continente. Secoli dopo la caduta del Vecchio Reame, un guerriero di nome Nostro fondò la Gilda degli Eroi, un'accademia dove ogni persona dotata dei Poteri della Volontà avrebbe potuto addestrarsi per affinare i propri talenti. Tra i molti allievi della Gilda, vi fu proprio Jack di Spade, sotto mentite spoglie. Egli voleva riprendersi tutto il potere che aveva perduto con la distruzione del suo antico corpo, recuperare la Spada degli Eoni e vendicarsi della discendenza di William Black. Durante la sua permanenza alla Gilda, salvò la vita ad un giovane di nome Dedalo, che in seguito divenne un potente mago della Gilda e suo fedele alleato. Jack cercò a lungo i discendenti del suo antico nemico, finché non ne trovò uno nel villaggio di Oakvale: Scarlatta, un'ex eroina della Gilda che viveva assieme a suo marito, Brom, e ai suoi due figli.
Nel primo Fable, una notte, Jack di Spade mise Oakvale a ferro e fuoco avvalendosi di una banda di banditi. Qui riuscì a catturare Scarlatta, rinchiudendola nella prigione di Bargate, e sua figlia Theresa, a cui cavò gli occhi ed abbandonò nella foresta. Al contempo si mise alla ricerca dell'Archeologo, uno studioso che stava compiendo importanti studi sui misteriosi "punti focali" di Albion, antichi manufatti del Vecchio Reame la cui funzione era rimasta ignota per centinaia di anni. Theresa venne salvata da un'altra banda di banditi guidati da Doppialama, un Eroe Rinnegato; la fortuna arrise anche a suo fratello: Dedalo, nel cui cuore iniziava ad albergare il rimorso, salvò il bambino e lo prese sotto la sua ala; lo portò alla Gilda degli Eroi, speranzoso che un giorno, egli sarebbe diventato abbastanza potente da sconfiggere Jack di Spade. Il bambino, cresciuto e diventato famoso come l'Eroe di Oakvale incontrò Jack per la prima volta a Witchwood, dopo essere uscito vincitore dai brutali scontri dell'Arena e dopo aver ritrovato sua sorella, creduta morta. Jack si dimostrò inizialmente amichevole, ma Theresa avvertì il fratello di non fidarsi della creatura dietro la maschera: rivelò come Jack in realtà avesse rinchiuso Scarlatta nella prigione di Bargate, dove era rimasta dalla notte dell'assedio di Oakvale. L'Eroe andò alla prigione per salvare sua madre, ma Jack era lì ad attenderlo e gli tese una trappola. L'Eroe passò un anno nella prigione, patendo atroci torture, prima di riuscire a fuggire, nel frattempo Jack ottenne tutto il necessario per raggiungere il suo scopo. Gli mancava solo l'ultima delle sette chiavi per attivare i punti focali di Albion, nascosta nella Costa di Hook. L'Eroe, dopo aver ucciso Dedalo, che lo aveva tradito consegnando Scarlatta e Theresa nelle mani di Jack, insegui il mostro per tutta Albion nel tentativo di fermarlo, ma senza successo. Infine Jack, con ormai la chiave in pugno, portò Theresa e Scarlatta nella Sala del Destino alla Gilda, dov'era segretamente custodita la Spada degli Eoni, sigillata molti secoli prima. L'Eroe arrivò alla Gilda, trovandola in fiamme e con dentro Jack che teneva in ostaggio la madre e la sorella. Jack di Spade uccise Scarlatta davanti agli occhi del figlio, affinché il suo sangue liberasse il potere della Spada, ma prima che potesse fare lo stesso con Theresa, si ritrovò a combattere contro l'Eroe: nonostante la Spada degli Eoni fosse di nuovo nelle sue mani, Jack aveva sottovalutato la forza dell'Eroe, che alla fine prevalse e Jack venne sconfitto per la seconda volta. Di lui rimase solo la maschera.
In Fable: The Lost Chapters, Debole come non era mai stato prima, Jack di Spade sfruttò il poco potere che gli era rimasto per rifugiarsi nelle fredde Distese Settentrionali, oltre il Cancello di Bronzo, dove riuscì a reincarnarsi in un colossale drago demoniaco. Tuttavia, L'Eroe di Oakvale inseguì Jack fino alla sua tana nel gelido Nord e con la Spada degli Eoni (o la Lacrima di Avo), adesso nelle sue mani, ingaggiò un'ultima epica battaglia contro l'orrenda creatura venuta dal Vuoto, uccidendola definitivamente.

### Abitanti di Albion

#### Lucien Fairfax
(Lucien Fairfax)
Lucien Fairfax, formalmente conosciuto come Lord Lucien, è l'antagonista principale di Fable II.
Secondo i libri che si trovano in Fable II, Lucien era un membro della tanto nota famiglia Fairfax. Poiché soffriva di instabilità mentale, Lucien venne tenuto segregato dalla nonna, Lady Ingrid Fairfax. Oltretutto, quand'era molto giovane, Lucien ha visto morire sua sorella Ellie, cosa che lo segnò profondamente.
Diventato il sindaco di Bowerstone, lo stato mentale di Lucien si deteriorò completamente quando morirono sua moglie, Lady Helena Fairfax, e sua figlia, Amelia Fairfax. Per riportarle in vita, tentò di utilizzare la Malatorre per ricostruire la sua famiglia e tutta Albion, uccidendo chiunque potesse fermarlo, come la discendenza di William Black. Nel suo diario, racconta infatti del suo trauma, passando da dolore estremo a odio per la gente di Albion, dandone la colpa di quello che gli è accaduto, e interessandosi solo dopo alla Malatorre.
Viene fermato dall'eroe di Bowerstone, che lo uccide con un colpo di pistola (o da Reaver).

Lucien non fa sfoggio di alcuna abilità particolare. Tuttavia, dimostra di saper utilizzare i poteri della Volontà; infatti, conosce un incantesimo (l'unico mostrato) capace di far cadere in un sonno profondo chiunque lo subisca.

#### Logan
Logan è il fratello maggiore dell'eroe di Brightwall, e diventa re subito dopo la morte della loro madre. Regnò con giustizia e saggezza, ma circa 4 anni prima degli eventi di Fable III, dopo esser stato ad Aurora ed essere quasi ucciso dallo Strisciante, cominciò una dura lotta per racimolare denaro per l'esercito che sarebbe servito per combattere l'oscurità, arrivando a dare a Reaver il controllo della zona industriale. Nonostante sia considerato un tiranno, soffre tremendamente per ciò che fa. Dopo la conquista del castello da parte dei ribelli, rivela all'eroe di Brightwall che Theresa gli aveva rivelato il destino di Albion, e potrà essere risparmiato o giustiziato. Se viene risparmiato offre i suoi soldati privati come esercito iniziale.

#### Brom
| Voce italiana |
| ------------- |
| Luca Sandri   |

È il padre dell'eroe di Oakvale, boscaiolo esperto. Anni prima degli eventi del primo Fable, trova Scarlatta in mezzo alla foresta, ferita e in gravi condizioni, portandola con sé e curandola, finendo per innamorarsi di lei. Da lei ebbe due figli, una femmina Theresa, e un maschio, quello che poi sarebbe diventato l'eroe di Oakvale. Muore durante l'attacco a Oakvale, dove lottò per proteggere la sua famiglia.

#### Lady Grey
Elvira Grey è il sindaco della città di Bowerstone in Fable. Ricca e potente, ha una relazione con il guerriero Tuono, ma appare di rado con lui e sembra non interessarsene più di tanto. In gioventù, Lady Grey è stata convinta da Jack di Spade ad uccidere la sua sorella maggiore Amanda, la "vera" Lady Grey, in modo da poterne ereditare la posizione di sindaco, perché credette che la sorella non era determinata. In Fable the Lost Chapters è possibile sposarla dandole la lettera di sua sorella oppure far venire a galla la verità e diventare il sindaco di Bowerstone. In Fable II, si scopre che è stata uccisa dagli acchiappastreghe, e il suo corpo è stato smembrato (testa, busto e gambe) e sparso in varie parti di Albion. Toccherà all'eroe di Bowerstone riportarla in vita per conto di Victor, il guardiano del cimitero, e potrà decidere se sposarla oppure lasciare col guardiano.

#### Sir Walter Beck
Sir Walter Beck era un soldato che aveva combattuto a fianco dell'eroe di Bowerstone ed era il suo consigliere, ma, dopo la morte di quest'ultimo, decide di organizzare assieme all'eroe di Brightwall la rivoluzione a causa della politica corrotta di Logan. Dimostrerà di avere una grande paura del buio: infatti, durante una spedizione, era stato chiuso in una caverna per due giorni al buio prima di riuscire a scappare. Lo Strisciante riuscirà facilmente a prendere il controllo di Walter, e combatterà contro l'eroe di Brightwall. Un istante prima di morire, lo ringrazierà, dicendo finalmente di vedere la luce e come lo ha reso orgoglioso di lui.

#### Maggiore Swift
Maggiore Swift è a capo del forte di Mourningwood, un forte assalito dai piagati. Come tutti i soldati dell'esercito del re, ha giurato fedeltà a Logan, ma, non essendo soddisfatto del modo in cui Logan stava governando il regno, si unirà all'Eroe di Brightwall dopo la sua clamorosa vittoria contro i piagati. Tuttavia, dopo che Logan scopre che gli sta aizzando i soldati contro, verrà arrestato e ucciso pubblicamente al castello di Bowerstone.

#### Ben Finn
Ben Finn è un soldato al forte di Mournigwood assieme al Maggiore Swift e conobbe Sir Walter, che diventerà un grande amico dell'eroe di Brightwall. Nato in una famiglia povera, dimostrera fin da piccolo una buona mira, e, una volta cresciuto, incomincera a viaggiare finché non si arruolerà nell'esercito. Potremmo trovare il suo diario sparso per Albion.

### Altri

#### Kalin
Figlia del deceduto leader della città di Aurora, prenderà il suo posto e guidera la sua gente durante il terrore dello Strisciante. Darà una mano nella rivoluzione dell'eroe di Brightwall in cambio della promessa di aiutare Aurora.

## Mitologia

### Skorm
Nella mitologia di Fable, Skorm è il dio delle tenebre e del male, regna sui cuori corrotti. I suoi fedeli si diramano ovunque e comprendono banditi, stregoni malvagi e fanatici. La sua principale cappella si trova a Darkwood, amministrata da pazzi fanatici che chiedono sacrifici umani ai passanti in cambio del favore del dio oscuro. E pare sia proprio nella cappella che venga tenuto il famigerato Arco di Skorm, un artefatto talmente malvagio da corrompere chiunque osi toccarlo. L'Oracolo rivela che in realtà Skorm non esiste, visto che l'Oracolo di Snowspire disse che un mercante un giorno trovò 2 posti unici dalla Volontà particolarmente potente: uno di questi, dove la Volontà negativa induceva pulsioni violente e emozioni negative a chi si avvicinava, divenne il tempio di Skorm, fondato dallo stesso mercante per guadagnare oro facilmente. In Fable 2, il culto di Skorm è scomparso per via di un rituale finito in un massacro dei cultisti. I sopravvissuti sono diventati i membri del tempio delle Ombre.

### Avo
Dio benigno della Luce venerato dai buoni, il suo tempio si trova a Witchwood. Viene rivelato dall'Oracolo che in realtà si tratta probabilmente di un falso Dio come la sua controparte Skorm, inventato da un mercante in cerca di guadagni che trovo due luoghi particolarmente intrisi di Volontà: nel luogo dove la Volontà era benigna e curava le ferite della gente, venne fondato il tempio di Avo, dallo stesso mercante per guadagnare oro facilmente.
Donando dai 25.000 ai 50.000 oro si può ottenere un ringiovanimento di 7-11 anni e una potente mazza incantata, il Sentinus.

## Creature

### Balverini
I balverini sono fra i nemici più letali presenti in tutta la saga di Fable: belve dalla forma vagamente umana, sono dotati di una folta pelliccia scura, occhi gialli e lunghi artigli e zanne, i loro movimenti sono estremamente rapidi e tendono ad attaccare in gruppo. La leggenda narra che in antichità ci fosse una bestia, il Balvorn, che spadroneggiava sulle terre selvatiche uccidendo i viandanti. Un giorno, un esperto cacciatore riuscì ad ucciderlo dopo un arduo duello ma, sfortunatamente, la creatura lo morse tramutandolo nel primo balverino; da allora, la maledizione del Balvron si è tramandata innumerevoli volte: quando una persona viene morsa o ferita da un balverino, nella quasi totalità dei casi finirà pian piano con il perdere la sua umanità, fino a tramutarsi nella stessa bestia da cui era stato ferito. Con il crescere delle città, i balverini sono stati costretti a migrare sempre più verso est, e da dominatori delle selve sono stati relegati in foreste sempre più piccole. Inoltre, con l'avanzare del tempo da bestie ululanti sono diventati subdoli ingannatori, capaci di trasformarsi volontariamente da umano a balverino e viceversa.
Alcuni di loro, come viene spiegato nel libro Fable: l'ordine dei balverini, hanno fondato un culto dedito allo sterminio della razza umana ed a fare tornare Albion alla sua forma naturale. Fra i balverini esistono dei maschi o femmine alfa, i balverini bianchi: ad originarli sono gli esseri umani morsi da un balverino durante le notti di luna piena, essi si differenziano dai normali balverini per la pelliccia bianca e l'altezza e la forza superiori a quelle di qualsiasi balverino.
Nelle Distese Settentrionali (più comunemente nella Necropoli) sono inoltre presenti una specie di balverini dalla pelliccia color neve, da non confondere tuttavia con i balverini bianchi.

### Piagati
Semplicemente conosciuti come "non-morti" nel primo Fable, sono zombie che infestano determinate aree di Albion e che trovano la loro maggiore concentrazione nel cimitero di Lychfield. Sono lenti ed hanno una vulnerabilità al fuoco e all'argento. Ne esistono quattro tipi:
- i servitori, piccoli scheletri deboli e senza armatura;
- i capi, più alti, forti e ben equipaggiati;
- i generali, i più forti, che hanno spesso elmi e mantelli, e che possono evocare i piagati servitori;
- gli spettri, non morti ricoperti di ghiaccio che si incontrano nelle Distese Settentrionali, e che hanno la potenza e la resistenza dei balverini bianchi.

In Fable 2 e 3, i piagati subiscono molte modifiche. Innanzitutto, per far sì che nasca un piagato è necessario che un fuoco fatuo (un fantasma) si conficchi nel terreno e rianimi un cadavere. Inoltre, la debolezza all'argento viene annullata, e la velocità di movimento viene aumentata notevolmente. In Fable 2, le armature spariscono per la maggior parte dei tipi di piagati.
Un piagato degno di nota è sicuramente Nostro, un bandito divenuto Eroe in tempi antichi, di cui l'eroe aiuterà lo spirito a trovare pace restituendogli la sua armatura, la sua spada ed il suo scudo. Successivamente egli si offrirà di cedere la propria anima all'eroe se lui lo sconfiggerà nella sua forma non-morta.

### Hobbe
Gli Hobbe sono mostriciattoli accomunati dalla bassissima statura, dagli enormi denti aguzzi e dal cervello di un uomo di Neanderthal. La leggenda narra che in origine fossero bambini e che questa loro trasformazione sia dovuta alle ninfe, che sembrano avere su di loro un qualche ascendente. Gli hobbe vivono nelle caverne, la più grande delle quali è rimasta ambiente selvaggio in Fable e Fable 2, per poi essere inglobata nelle fogne di Bowerstone in Fable 3.
La maggior parte degli hobbe usa oggetti contundenti in pietra o ferro arrugginito per attaccare, mentre i più intelligenti riescono addirittura ad usare la magia, e (a partire da Fable 2) anche i fucili. La loro pelle, molto coriacea, li aiuta a difendersi dagli attacchi; sono soliti tendere agguati ai viandanti ignari e quando attaccano lo fanno in grande numero.
Gli hobbe stregoni (riconoscibili dai vestiti o più generalmente dal bastone magico) sono in grado di evocare hobbe non morti, ustionare il nemico con una palla di fuoco o tenerlo a distanza con un incantesimo spinta. In Fable 3, i guerrieri corpo a corpo più forti si riconoscono dai vestiti da guardia (con tanto di baffi finti) e dalla grandi asce che brandiscono.

### Banshee
Sono degli spiriti di donne che sono state maltrattate in vita, e si trasformano in enormi fantasmi con un vestito rosso o bianco e un cappuccio, sotto al quale sono prive di volto. Sono capaci di evocare degli esserini bassi e oscuri chiamati "Mordicaviglie" per combattere, oltre che sussurrare frasi per scoraggiare il nemico, dal momento che esse sono capaci di vedere nella sua anima. Compaiono unicamente in Fable 2, e si trovano nella Palude Fantasma, di cui una si tratta di Ms. Ursula, l'ultima insegnante della scuola di Oakvale prima che Reaver la distruggesse.

### Evocatori
Gli Evocatori sono enormi creature prive di un corpo di carne, anime racchiuse in una corazza dotati di forza e resistenza enormi, in grado di utilizzare potenti fulmini concentrati e armati di una grossa spada. Vengono chiamati "Evocatori" per la loro capacità di comparire dal nulla e di evocare degli Orrori per aiutarli in battaglia.
Secondo la leggenda un accolito della Volontà di nome Hallik venne cacciato perché utilizzava la magia nera. Per vendetta, egli creò delle spaventose creature con l'anima dei guerrieri caduti.
Molti vengono utilizzati da Jack di Spade durante l'ultima battaglia contro l'eroe di Oakvale.